# 下崁 (南投縣)
下崁，是台灣南投縣竹山鎮的一個傳統地域名稱，位於該鎮西北部。相較於今日行政區，其範圍大致包括中和里不含北部濁水溪河床地帶、中崎里、德興里不含東端。

## 歷史
台灣清治末期至日治初期，下崁地區為一街庄，稱為「下崁庄」，隸屬於沙連堡。該庄輪廓南北狹長，北與鼻仔頭庄、香員腳庄為鄰，東與竹圍仔庄、大坑庄為鄰，南邊為田仔庄、福興庄，西邊為林內庄。
1901年（日治明治三十四年）11月，全台廢縣廳改設二十廳，該庄隸屬於斗六廳。1903年（明治三十六年）6月，該庄編入「林圮埔區」，隸屬於南投廳。1909年（明治四十二年）10月，合併二十廳為十二廳，林圮埔區改隸屬於南投廳。1920年（大正九年），全台地方制度大改正，廢十二廳改設五州二廳，該庄改制為「下崁」大字，隸屬於臺中州竹山郡竹山庄。1931年，竹山庄升格為竹山街。
戰後竹山街改制為竹山鎮，隸屬於臺中縣，大字亦改制為里。1950年10月，中、彰、投分治，竹山鎮改隸屬南投縣。

## 聚落
本地區發展較早的聚落有平仔角、枋藔仔、和溪厝、桃仔園、下沉潭、頂沉潭、冷水坑、中潭、柯仔坑、下柯仔坑、車店仔等，在日治期初期的官方地圖上已有記載。此外，本地區尚有下崁、廍坑仔等聚落。

## 交通
國道3號又稱「福爾摩沙高速公路」，是貫穿台灣西部的兩條縱向高速公路之一，大致以東北東—西南西走向轉東向西經過下崁地區北部，並在境內與鄉道投47線交會處設有南雲交流道。由此可快速前往台灣南北各地。
省道台3線（集山路三段）俗稱「內山公路」，是臺北至屏東的幹道，大致以東南東—西北西走向轉東北微南—西北微北走向再繞大彎轉東南東—西北西走向經過本地區中部。由該道路向東南東轉東北再轉東北東繞過竹山市區北側可前往名間、南投、草屯等地；向西北西經林內轉西南可前往斗六、古坑、梅山等地。
縣道149號（鯉南路）是竹山至梅山的道路，大致以東北微北—西南微南走向蜿蜒經過本地區東南部。由該道路向東北微北可前往竹圍子並止於省道台3線路口；向西南微南轉南可前往福興、山坪頂西部、勞水坑、桶頭、樟湖、苦苓腳、大湖底、小梅（梅山）並止於省道台3線另一路口。
鄉道投47線（南雲交流道連絡道）是南雲交流道至下崁的道路，全線位於本地區境內北部，其北側端點位於國道3號南雲交流道。由此向南經鄉道投47-1線、投47-3線起點路口後轉南微東，再經鄉道投47-1線路口暨鄉道投47-2線起點路口後繞彎道轉南微西，並止於省道台3線路口。
鄉道投47-1線（中和路、前山路二段222巷、前山路二段、中和路、民生巷）是冷水坑至車店子的道路，全線位於本地區境內，其北側端點位於本地區北部冷水坑聚落東南郊的鄉道投47線路口暨鄉道投47-3線起點路口。由此向西南西轉南微東再轉西南微南，其後繞彎道轉西再轉南南西再轉東南至前山路二段路口，轉東經鄉道投47線（南雲交流道連絡道）路口暨鄉道投47-2線起點路口後，與後者共線而行並轉東南東，至中和路路口轉南南東獨行後再轉東南，經省道台3線路口後轉南蜿蜒而行，經多次彎道後轉東南蜿蜒而行，最終轉東北東再轉東南東並止於車店子東北郊的縣道149號路口。
鄉道投47-2線（前山路二段）是下崁至竹山市區的道路，其西北側端點位於本地區中北部下崁聚落東郊的鄉道投47線（南雲交流道連絡道）路口暨鄉道投47-1線路口。由此向東南東與後者共線，至中和路路口後續沿原路轉東北東獨行，其後轉東南東直行，至邊界前轉南南西再經髮夾彎轉北北東再轉東北出境後，轉東南微南可前往竹圍子並止於省道台3線路口。
鄉道投47-3線（中和路、枋坪巷）是冷水坑至竹山市區的道路，其西北側端點位於本地區北部冷水坑聚落東南郊的鄉道投47線（南雲交流道連絡道）路口暨鄉道投47-1線起點路口。由此向東微北繞大彎轉東南，至坊坪巷路口轉東北，至枋寮子聚落轉東南微南蜿蜒而行，出境後可前往竹圍子並止於竹圍子與竹山（林杞埔）交界地帶的省道台3線路口。

## 學校
- 中和國小